# David Paterson
David Alexander Paterson (sinh ngày 20 tháng 5 năm 1954) là một nhà chính trị Mỹ và từng là thống đốc New York. Ông là người Mỹ gốc Phi đầu tiên và là người khiếm thị đầu tiên đảm nhận chức vụ này.